# Monumento al seme d'arancia

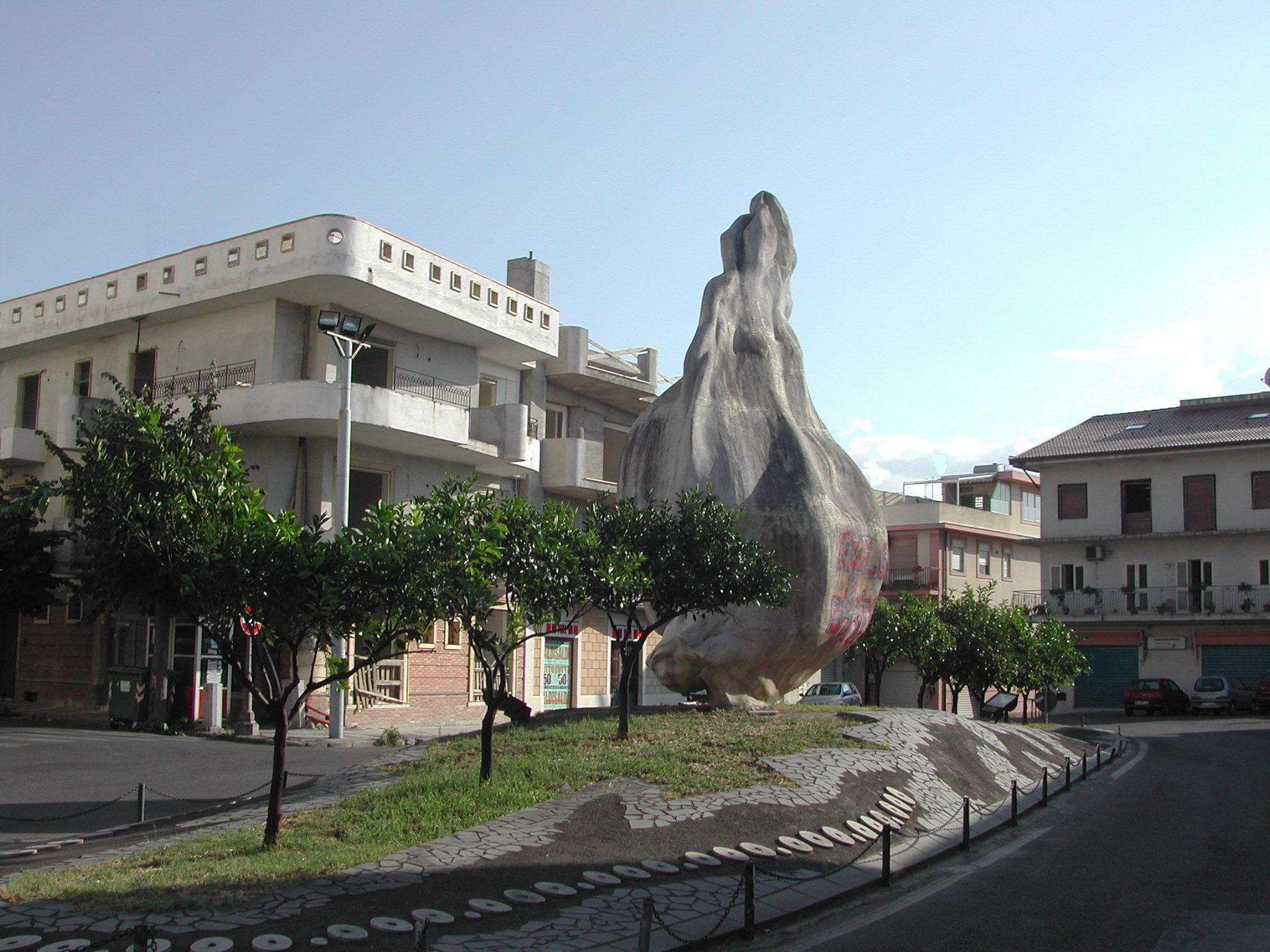
Il monumento nella sua collocazione finale

Il Monumento al seme d'arancia è una scultura di Emilio Isgrò. L'opera d'arte, di notevoli dimensioni, fu realizzata nel 1998. 
L'operazione estetica che sottendeva faceva riferimento al rifiuto culturale del "modello unico", insito, secondo l'autore, nel patrimonio culturale dei siciliani. Per questo fine, l'autore scelse di ingigantire un seme d'arancia come simbolo di un oggetto di rifiuto, preferendolo ad altri oggetti di rifiuto della Post-modernità. 

## Collocazione monumentale
Isgrò ne fece dono alla municipalità della sua città natale Barcellona Pozzo di Gotto, quale "simbolo di rinascita sociale ed economica dei popoli del Mediterraneo".
Nel 2014 fu dato inizio a un'operazione di restauro e pulitura da piccoli danni e vandalismi. Nel recupero furono coinvolti il suo autore e il fotografo Ferdinando Scianna.